# 안성 청원사 칠층석탑
안성 청원사 칠층석탑(安城 淸源寺 七層石塔)은 대한민국 경기도 안성시 원곡면 성은리, 청원사에 있는 조선시대의 칠층석탑이다. 1983년 9월 19일 경기도의 유형문화재 제116호로 지정되었다.

## 개요
청원사 대웅전 앞마당에 서 있는 7층 석탑으로, 넓다란 바닥돌 위에 1층의 기단(基壇)을 두고 7층의 탑신(塔身)을 올렸다.
기단은 밑돌·가운데돌·맨윗돌로 짜여 있는데, 밑돌과 맨 윗돌의 옆면에는 조선시대 특유의 안상(眼象)을 각 면에 네 개씩 새겼다. 또한 연꽃도 장식되어 있어 눈길을 끈다. 기단의 가운데돌과 탑신부의 일곱 몸돌에는 모서리마다 기둥 모양을 조각하였다. 지붕돌은 밑면의 받침이 매우 낮게 표현되어 있으며 각 층마다 받침수도 불규칙하다. 그 처마는 수평을 이루다 양끝에서 살짝 들려 있는데 위층으로 올라갈수록 그 정도가 강하게 나타나고 있다. 꼭대기에는 둥근 구슬모양의 머리장식이 한돌 놓여 있다.
전체적으로 길다란 인상을 주고 있는데, 이러한 체감율이나 기단의 안상기법 등에서 조선 전기의 양식들이 보이고 있어 이 때의 작품으로 추정된다.

## 참고 문헌
- 청원사칠층석탑 - 국가유산청 국가유산포털